# Homopliopsis bicolor
Homopliopsis bicolor är en skalbaggsart som beskrevs av Leon Fairmaire 1886. Homopliopsis bicolor ingår i släktet Homopliopsis och familjen Melolonthidae. Inga underarter finns listade i Catalogue of Life.